# Pueblo rumano
Los rumanos ("români" escucharⓘ en rumano y "rumâni" en contextos históricos) son los habitantes de Rumania. Hay una disputa progresiva en que los moldavos de Moldavia puedan ser el mismo grupo étnico que los rumanos, separados por una frontera política. Rumania y la República de Moldavia tienen también algunas minorías étnicas significativas, y los rumanos constituyen una minoría étnica en varios países cercanos.
El pueblo rumano es una nación en el sentido de ethnos (rumano: "popor"), definido más bien por el sentido de compartir una cultura rumana común y la lengua materna rumana, que por la ciudadanía o la pertenencia a un país determinado. La Ley Rumana de la Ciudadanía, emitida en marzo de 1991, establece el derecho para los descendientes de segunda y tercera generación de ciudadanos rumanos de conseguir la ciudadanía rumana, si son capaces de hablar rumano con fluidez y demuestran conocimientos suficientes de historia y cultura rumana. Actualmente hay en el mundo 24 millones de personas que tienen el rumano como lengua materna. Si se hace una distinción entre rumanos y rumanos étnicos, los últimos se distinguen por vivir fuera de Rumanía, y no tener la ciudadanía rumana. 
El concepto de "quien es rumano" ha variado a través del tiempo. En contextos históricos, se refiere a los rumanos con el exónimo "valacos", término común para otras poblaciones de origen romance de la península balcánica. Estas poblaciones comparten un autónimo común, con variantes dialectales : rumân, armân, rumâr, etc. Estas poblaciones, consideradas distintas hoy, fueron consideradas generalmente como un solo pueblo, con identidad cohesiva, con una lengua común, dividida en cuatro dialectos : daco-rumano, el idioma principal de Rumanía y la República de Moldavia; arrumano (o macedo-rumano), hablado por alrededor de 300.000 personas en Rumanía y al sur del Danubio; megleno-rumano, hablado por alrededor de 10 000 personas en Grecia y en Macedonia del Norte; e istro-rumano, hablado por menos de 1000 personas en pueblos de la península Istria, Croacia. Sin embargo, una separación e interpretación moderna, si bien colocaría a los rumanos modernos junto con los macedo-rumanos, megleno-rumanos e istro-rumanos, concluiría con la percepción de estas poblaciones como grupos étnicos distintos y separados. 
Adscribiendo el concepto al territorio de la actual Rumanía, se puede decir que, hasta el siglo XIX, con el término "rumano" se hacía referencia a los hablantes del dialecto daco-rumano, es decir era un concepto distinto a "Rumania", el país de los rumanos. Antes de 1867, los (daco-)rumanos eran parte de entidades estatales distintas: los moldavos y los valacos eran separados por una identidad política distinta, con estados separados, mientras que el resto de los rumanos formaban parte de otros estados. Sin embargo, como el resto de los valacos, todos retuvieron la identidad cultural y étnica rumana.

## Población de Rumanía y del extranjero
La mayoría de los rumanos vive en Rumanía, donde constituyen una mayoría; hay también minorías rumanas en los países vecinos. Como inmigrantes, se pueden encontrar rumanos en varios países, especialmente en España, Italia, los Estados Unidos, Canadá, Francia y Alemania. Hay también una controversia respecto a si las personas de la República de Moldavia que se declaran "moldavos" son en realidad rumanos.
La población total contemporánea de étnicos rumanos no se puede establecer con exactitud. Hay una discrepancia entre las fuentes oficiales (como los censos), donde las haya, y los números que provienen de fuentes no oficiales y grupos interesados. Varios factores contribuyen a esta inseguridad: 
- Algunos respondientes en los censos pueden elegir identificarse con un grupo étnico u otro, según su ascendencia, o con múltiples ascendencias;[8]
- Las estimaciones pueden distinguir entre la nacionalidad rumana y la etnicidad rumana (no todos los rumanos de Rumanía son de etnicidad rumana, y al revés);[8]
- Los métodos de los gobiernos para enumerar y describir la etnicidad y la ascendencia de sus ciudadanos varían de país a país. Así, la definición de "rumano" en un censo puede significar nacido de parientes rumanos, o incluir a otras identidades étnicas como rumanos, si bien en otros contextos se le consideren de otra manera.[8]
- El número de étnicos rumanos que viven y trabajan fuera de Rumanía no se conoce con exactitud, especialmente para los cuya presencia es "ilegal". Además, ahí donde se hacen las estimaciones para estas poblaciones hay siempre el riesgo del "doble contar" - es decir, rumanos en el extranjero que mantuvieron su ciudadanía original y que puedan figurar en censos de su país de origen y de su país "adoptivo".

Por ejemplo el censo decenial de los Estados Unidos, del año 2000, calculó que había 367 310 respondientes que indicaban ascendencia rumana (más o menos 0,1 % de la población). Sin embargo, la Fuente de Información para la Migración indicaba solo 136 000. Algunas organizaciones no especializadas propusieron cifras más grandes: un estudio de 2002, de la Romanian-American Network Inc., menciona 1,2 millones de rumanos-americanos. Se menciona en este estudio: "otros inmigrantes de la minoría nacional rumana fueron incluidos como: armenios, alemanes, gitanos, húngaros, judíos y ucranianos". El estudio también incluía a los rumanos de segunda y tercera generación, y a un número indeterminado de rumanos de Canadá. En lo que concierne al censo oficial de 2000, casi 20 % de la población no se identificó con una ascendencia, y solo 67 % de la población respondió.

## Historia

### Edad Antigua
Rumania fue habitado por los antiguos dacios, el territorio rumano fue conquistado por el Imperio romano en 106, fue cuando el ejército de Trajano derrotó al ejército de Decébalo en las guerras dacias. La administración romana fue desintegrada dos siglos más tarde, bajo presión de los godos y carpos.

### De La Edad Media a La Edad Moderna y Principios de la contemporánea

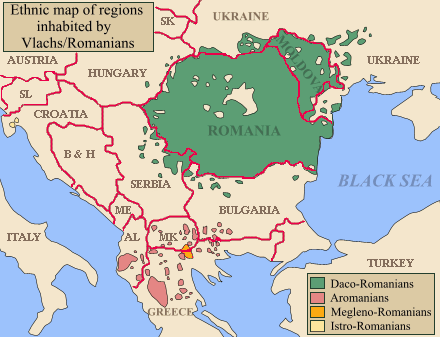
Regiones habitadas por rumanos y grupos étnicos relacionados.

Durante la mayor parte de la Medioevo las migraciones sucesivas de diversos pueblos: ávaros, eslavos, búlgaros (búlgaros posteriores), húngaros, y tártaros, no permitieron a los rumanos desarrollar ningún estado centralizado importante, algo que sólo fue logrado en el siglo XIII y especialmente en el siglo XIV, cuando los Principados Danubianos de Moldavia y Valaquia surgieron al liberarse del Reino de Hungría. 
Toda la península balcánica fue anexada por el Imperio otomano, pero Moldavia, Valaquia y Transilvania mantuvieron su autonomía, bajo soberanía otomana. Los tres principados fueron unidos en 1600 por el príncipe de Valaquia Mihai Viteazul, que fue traicionado y asesinado un solo año después.
Hasta 1541, Transilvania fue parte del Reino de Hungría, desde entonces (con la conquista de Hungría por el Imperio otomano) fue un principado autónomo gobernado por la nobleza húngara. En 1699 pasó a ser parte de tierras habsbúrgicas. Hacia el siglo XIX, el Imperio austríaco recibió de los otomanos la región de Bucovina, y, en 1812, el Imperio ruso ocupó el este de la región histórica Moldavia, conocido como Besarabia.

### Época Contemporánea
En 1821 y 1848, ocurrieron dos rebeliones, pero las dos fracasaron; sin embargo, tuvieron un papel importante en difundir la ideología liberal. En 1859, Moldavia y Valaquia eligieron al mismo príncipe - Alexandru Ioan Cuza (quien reinó como "Domnitor") y quedaron por lo tanto unidas "de facto". 
El recién formado Reino de Rumania, liderado por el príncipe de Hohenzollern Carol I consiguió la independencia frente al Imperio otomano, independencia reconocida en 1878. Al comienzo de la Primera Guerra Mundial, aunque se había visto obligada a firmar un tratado con el Imperio austrohúngaro, Rumania rechazó entrar en la guerra de parte de las Potencias Centrales, ya que el tratado especificaba que Rumania entraría en la guerra solamente si el Imperio era atacado. En 1916, Rumania, con el rey Ferdinand, entró en la guerra de parte de la Triple Entente. El resultado de la guerra para Rumania, con la caída del Imperio austrohúngaro y la revolución de 1917 en Rusia, fue la unión con el Reino de Rumania votada en 1918 en Transilvania, Basarabia y Bucovina, respectivamente. 
Durante la Segunda Guerra Mundial, Rumania perdió territorio en el este y oeste, ya que el norte de Transilvania fue cedido a Hungría, y el sur de Dobruja a Bulgaria, por el denominado en Rumania "Dictado de Viena", mientras que Basarabia y el norte de Bucovina fueron ocupadas por la Unión Soviética e incluidas después en la República Socialista Soviética de Moldavia y la República Socialista Soviética de Ucrania, respectivamente. Las pérdidas del este fueron facilitadas por el Pacto Ribbentrop-Mólotov. 
La Unión Soviética impuso un régimen comunista y el rey Miguel se vio obligado a abdicar y marchar en exilio. En 1965 Nicolae Ceauşescu llegó a ser líder del Partido Comunista Rumano, hasta la Revolución anticomunista de 1989. 
La revolución rumana tuvo como resultado la llegada al poder de la segunda línea de antiguos comunistas, liderados por Ion Iliescu. Iliescu y su partido mantuvieron el poder hasta 1996, al ser derrotados al límite por una coalición de partidos de derecha, y volvieron a gobernar entre 2000 y 2004. Emil Constantinescu fue presidente entre 1996 y 2000, mientras que Traian Băsescu empezó su mandato en 2004. Rumania se adhirió al OTAN en 2004 y a la Unión Europea en 2007.

## Cultura

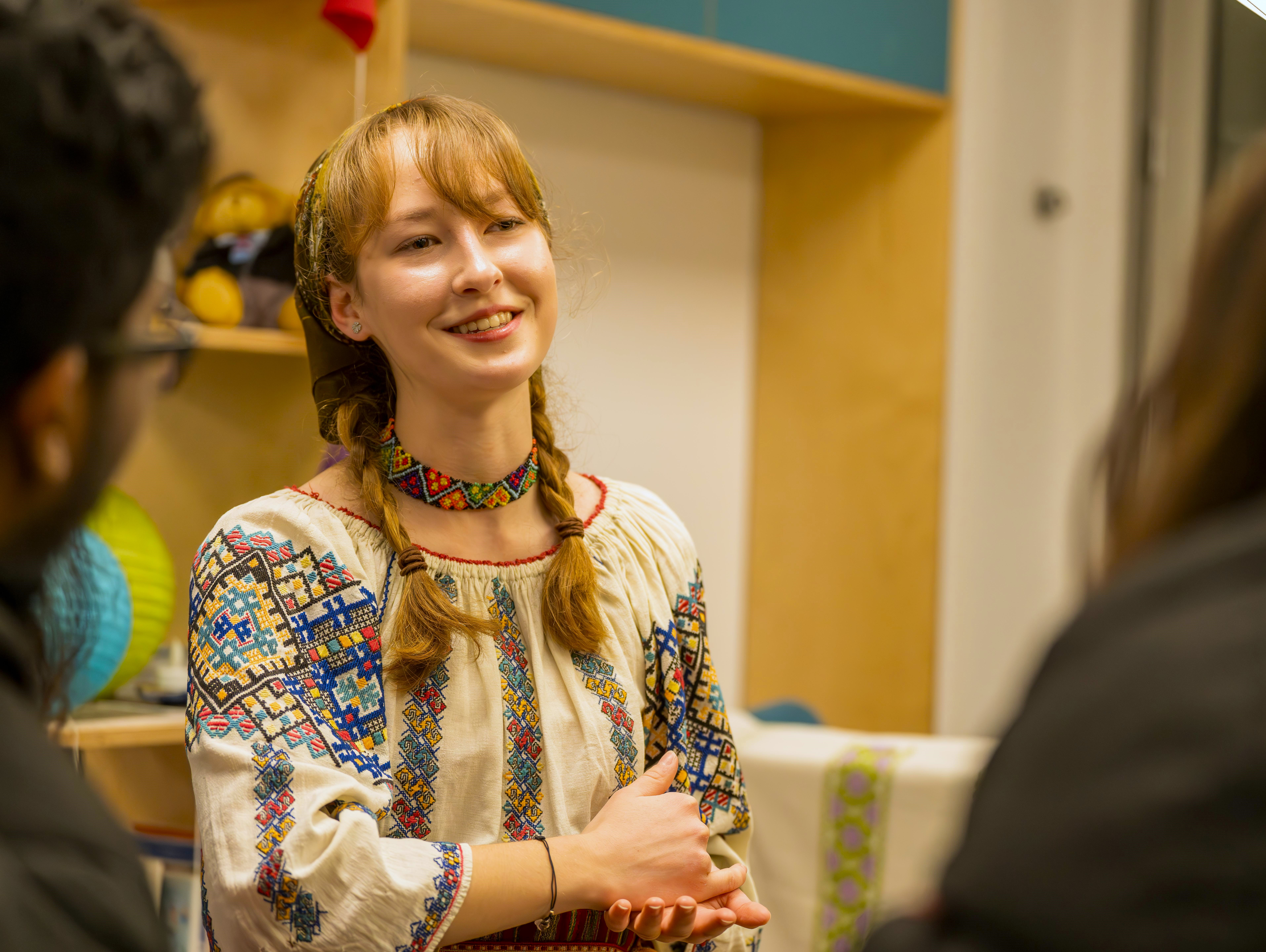
charla de mi traje típico rumano de 100 años de antigüedad-chica rumana

### Contribuciones a la humanidad
Los rumanos tuvieron un papel importante en los artes, las ciencias y la ingeniería. 
En la historia del vuelo destacan pioneros como Aurel Vlaicu, Traian Vuia, quien construyó la primera nave aérea autopropulsada y más pesada que el aire, o Henri Coandă, quien construyó la primera nave aérea propulsada por motor a reacción - la Coanda-1910. Victor Babeş descubrió más de 50 gérmenes y la cura para una enfermedad que lleva su nombre, babesiosis; el biólogo Nicolae Paulescu descubrió la insulina. Otro biólogo, Emil Palade, recibió el Premio Nobel por sus contribuciones a la biología celular. El matemático Ştefan Odobleja es considerado el padre ideológico detrás de la cibernética. Ana Aslan es conocida por sus aportaciones a la geriatría y la gerontología. Emil Racoviţă es uno de los primeros exploradores de la Antártida. 
En los artes y la cultura, figuras importantes conocidas a nivel mundial incluyen a George Enescu (compositor), Dinu Lipatti (pianista), Constantin Brâncuşi (escultor), Eugen Ionescu (dramaturgo), Mircea Eliade (historiador de las religiones), Emil Cioran (ensayista) o Angela Gheorghiu (soprano). 
El conde Drácula es un famoso icono rumano, aunque la figura del vampiro no es auténticamente rumana. Fue creada por el escritor irlandés Bram Stoker, partiendo del folclore balcánico y de la figura del dueño de Valaquia Vlad Ţepeş (Vlad III Draculea), considerado por algunos un dueño justiciero y defensor de la cristiandad.  
En los deportes, los rumanos destacaron en varios campos, incluidos el fútbol (Gheorghe Hagi, Gheorghe Popescu etc.), la gimnástica (Nadia Comăneci, Lavinia Miloşovici etc.), el tenis (Ilie Năstase, Ion Ţiriac), el piragüismo (Ivan Patzaichin), y el balonmano (cuatro veces ganadores de la Copa Mundial masculina).

### Lengua
Los orígenes del idioma rumano, un idioma romance, datan de la colonización romana en la antigua Dacia. El vocabulario básico es de origen latino, aunque hay también un sustrato de palabras dacias - véase Lista de palabras rumanas con posible origen dacio. Se considera que de todos los idiomas romances, el rumano es el más antiguo, reteniendo, por ejemplo, la estructura flexiva de la gramática latina. 
Durante la Edad Media, el rumano quedó aislado de los demás idiomas romances, tomando prestadas palabras especialmente de las lenguas vecinas eslavos. El griego y, en menor medida, el turco, también ejercieron una pequeña influencia en el vocabulario. Durante la época moderna, muchas palabras fueron tomadas del idioma francés, y algunas del italiano. Después de la revolución rumana de 1989, el rumano tomó préstamos del inglés. 
El "idioma moldavo" es uno de los nombres del rumano, empleado de manera oficial en la región de facto independiente (aunque sin reconocimiento internacional) de Transnistria, donde el alfabeto usado para escribirlo es el cirílico.
Una estimación del Ethnologue en el 2005 indica la existencia de un número de 23,8 millones de hablantes de rumano en el mundo. El número indica solamente la capacidad de hablar rumano, no el origen étnico, y no incluye a los rumanos étnicos que no saben hablar rumano.

### Apellidos
Muchos apellidos rumanos llevan el sufijo "-escu", que era un patronímico (por ejemplo, "Petrescu" significaba "El hijo de Petre"). Muchos rumanos de Francia cambiaron la última letra de su apellido en "o", por la manera de pronunciar "-cu" en francés. Otros sufijos incluyen a "-eanu" (o "-an"), para indicar el origen geográfico, o a "-aru", para indicar la ocupación. 
Los apellidos más frecuentes son "Ionescu" ("hijo de Juan") y "Popescu" ("hijo del sacerdote" - los sacerdotes ortodoxos se pueden casar).
Cabe señalar que la mayoría de los rumanos tienen un solo apellido, heredado del padre. Hasta ahora lo habitual para las mujeres que se casaron fue adoptar el apellido del marido, renunciando a su apellido de soltera.

### Religión
La mayoría de los rumanos son cristianos ortodoxos, perteneciendo a la Iglesia Ortodoxa Rumana. Conforme al censo de 2002, 94.0% de los étnicos rumanos se identificaron a sí mismos como ortodoxos rumanos, mientras que de la población total de Rumania, un 86.8% de la población es ortodoxa. Sin embargo, el porcentaje de rumanos que van regularmente a la iglesia es menor, ya que la mayoría de los rumanos son creyentes nominales. Por ejemplo, conforme a una encuesta de Eurobarometer de 2006, solamente un 23% de los rumanos van a la iglesia cada semana. Otra encuesta de 2006, organizada por Open Society Foundation, indicaba que un 33% de los rumanos iban a la iglesia por lo menos una vez al mes.
Los católicos rumanos son presentes en Transilvania, Bucarest, y partes de Moldavia, perteneciendo a la Iglesia rumana unida con Roma, greco-católica o a la Iglesia católica. Un porcentaje pequeño de rumanos son protestante, neoprotestantes (2.8%) o agnósticos (0,15%). 
No hay una fecha oficial para la conversión al cristianismo de los rumanos. Basándose en pruebas lingüísticas y arqueológicas, los historiadores sugirieron que los antepasados de los rumanos pasaron a la nueva religión desde la época romana. Muchas palabras básicas relacionadas al cristianismo, como "iglesia" - biserica < basílica; "Dios" - Dumnezeu < Domine Deus; "Pascua" - Paşte < Paschae etc., son heredadas del latín. 
Después de la Cisma de Oriente y Occidente, existió un obispado católico de Cumania (más tarde, obispados separados en Valaquia y Moldavia). Sin embargo, esto parece ser la excepción, ya que tanto en Valaquia como en Moldavia la religión oficial del estado (para coronar y otras ceremonias) era el ortodoxismo. Hasta el siglo XVII, el idioma oficial usado en las liturgias era el antiguo eslavo eclesiástico. Fue gradualmente sustituido por el rumano.

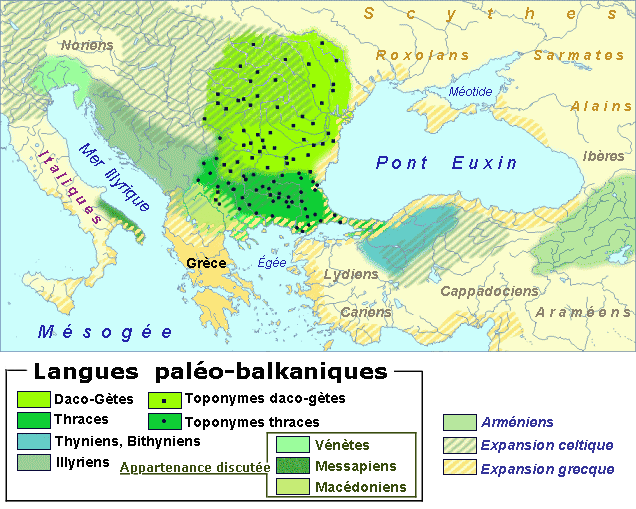
Los poblaciones antiguos : Tracios, Dacios y Illirianos
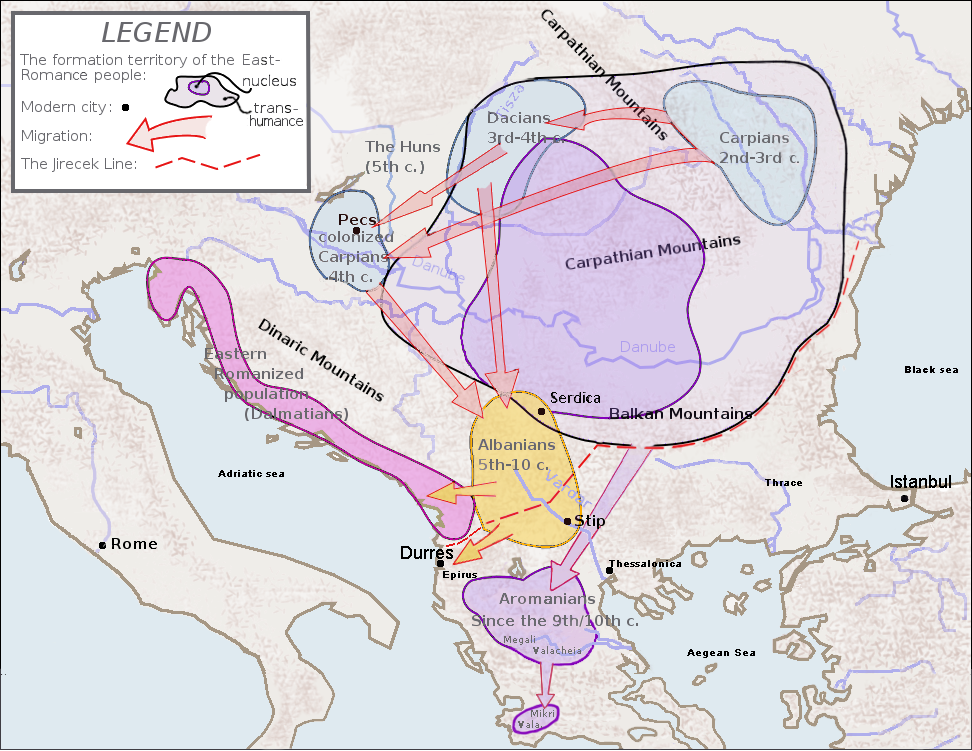
La etnogenesa de los rumanos y arumanos
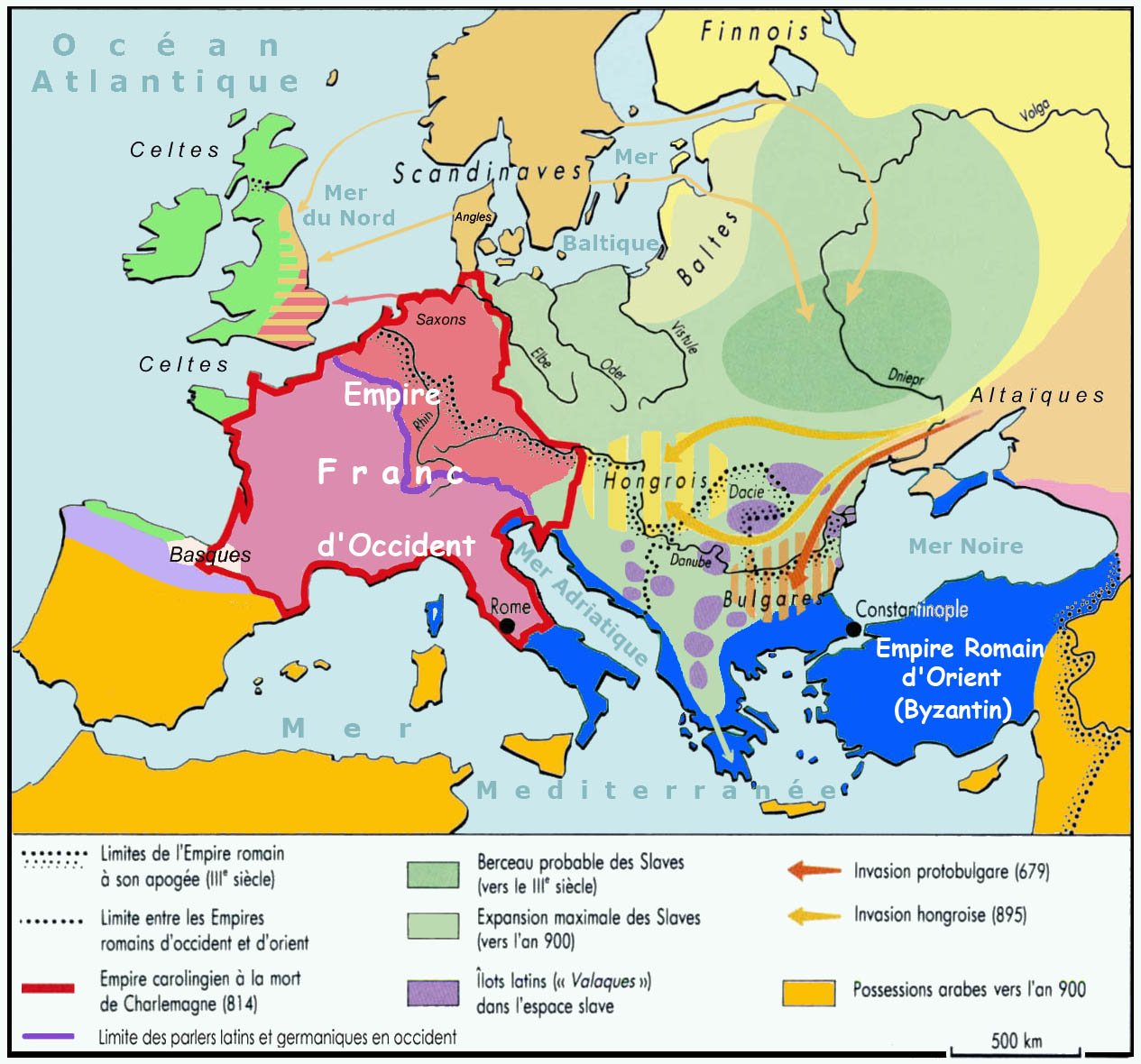
Los rumanos y arumanos, 814
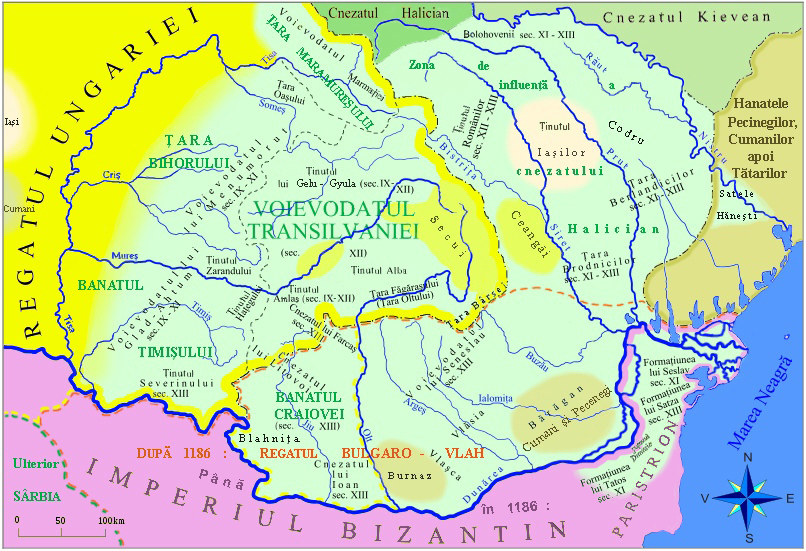
Los países rumanos, siglos VIII-XIII
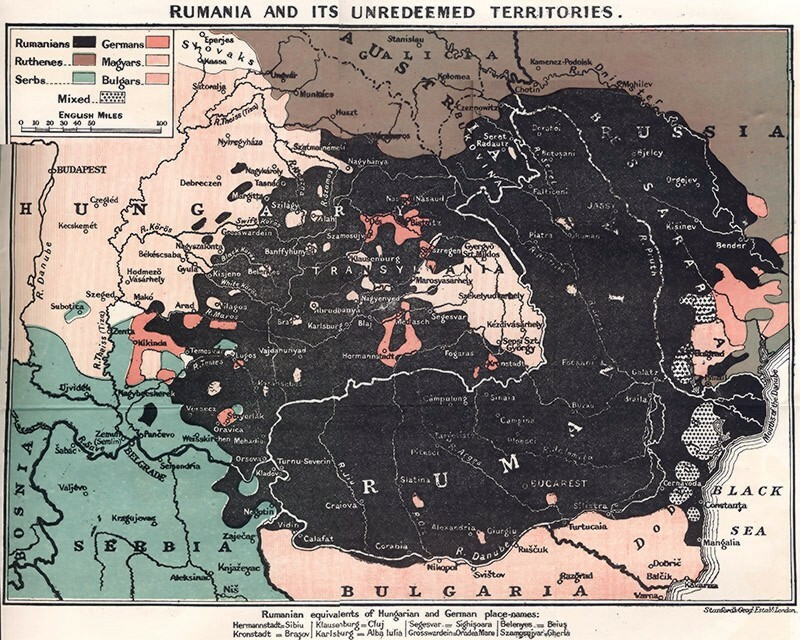
Los rumanos en el siglo XIX
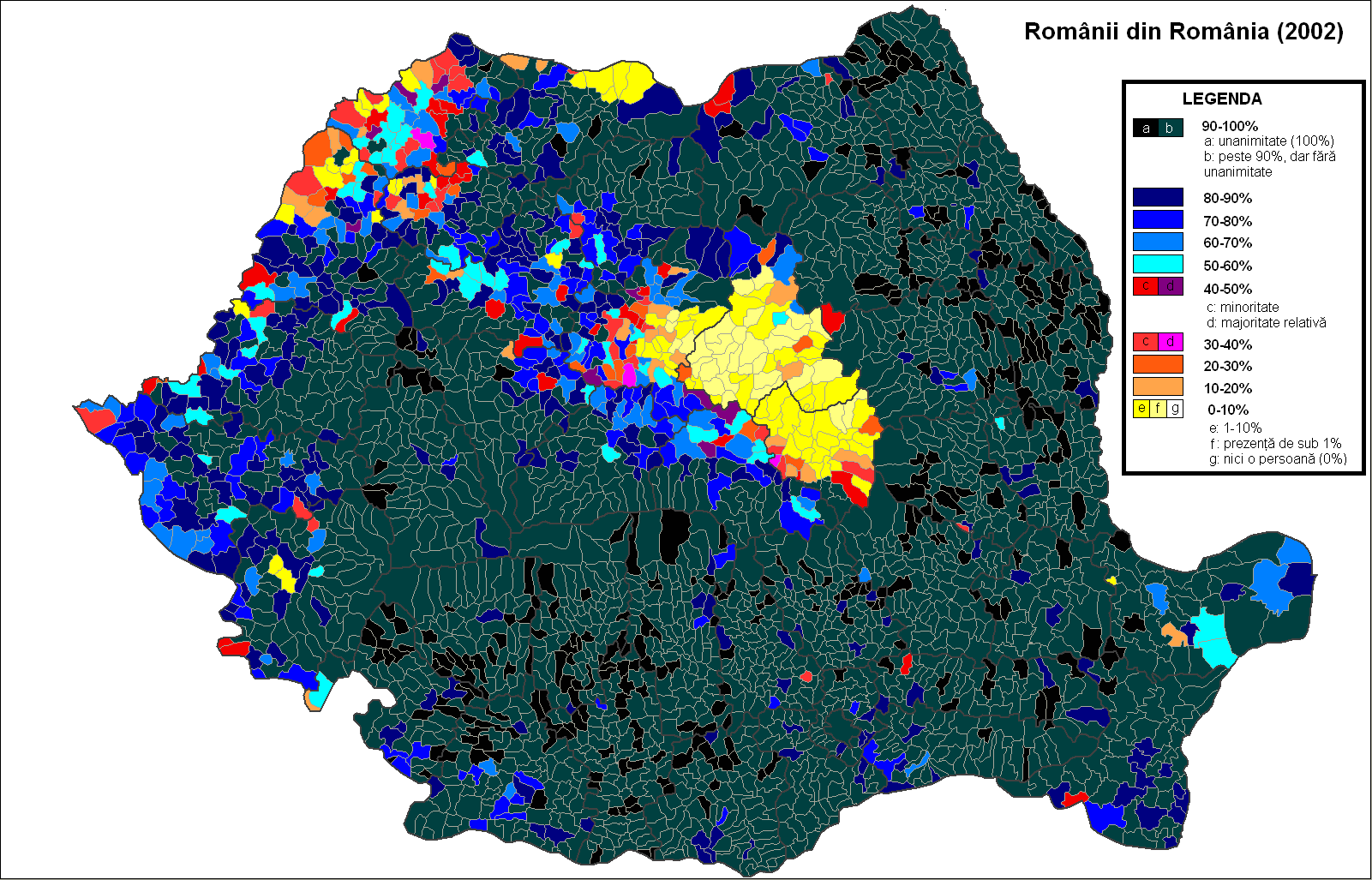
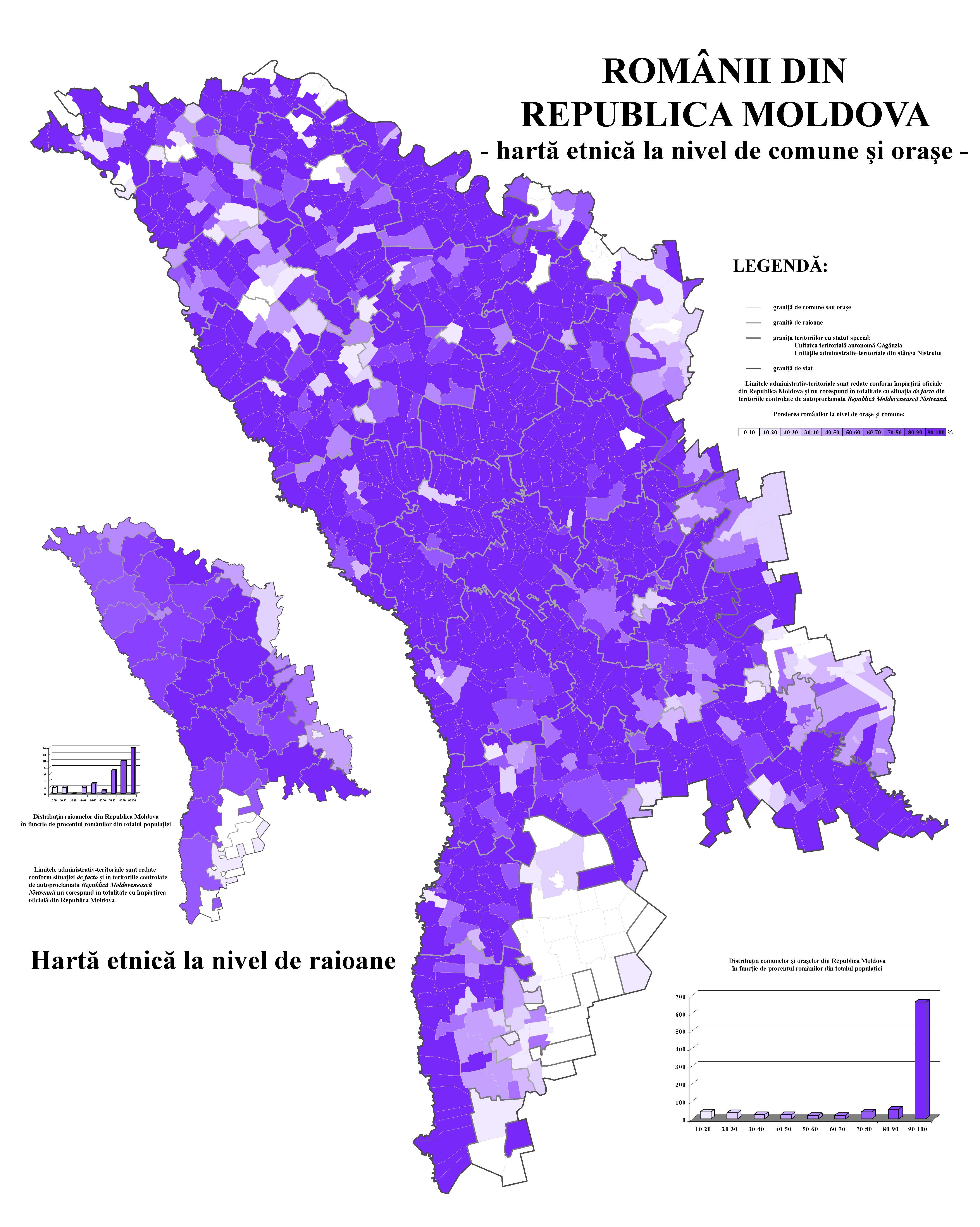
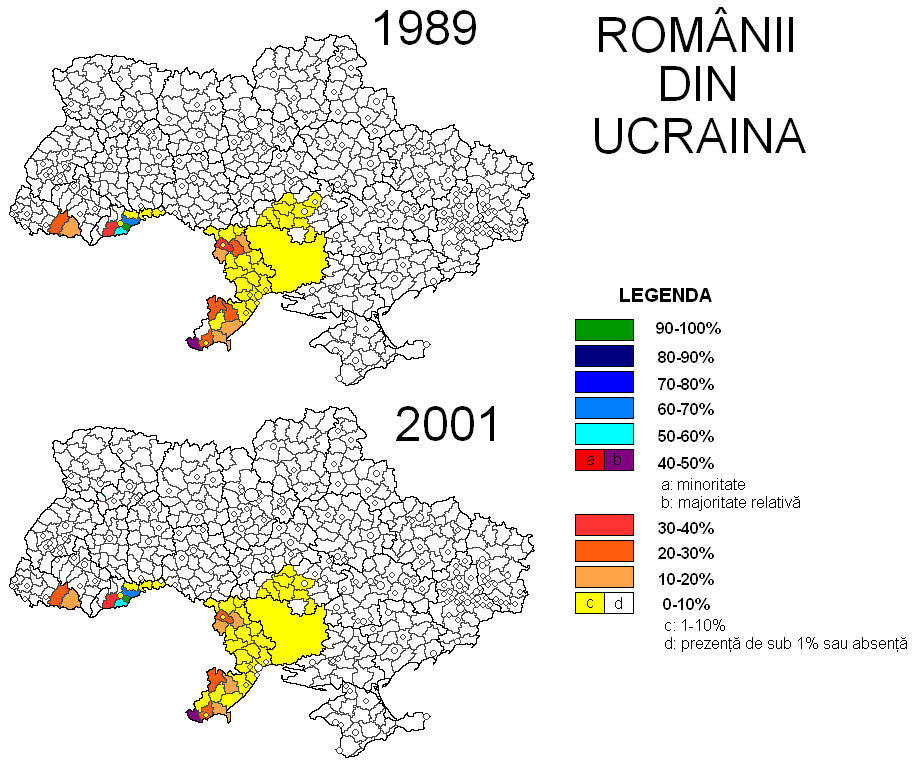
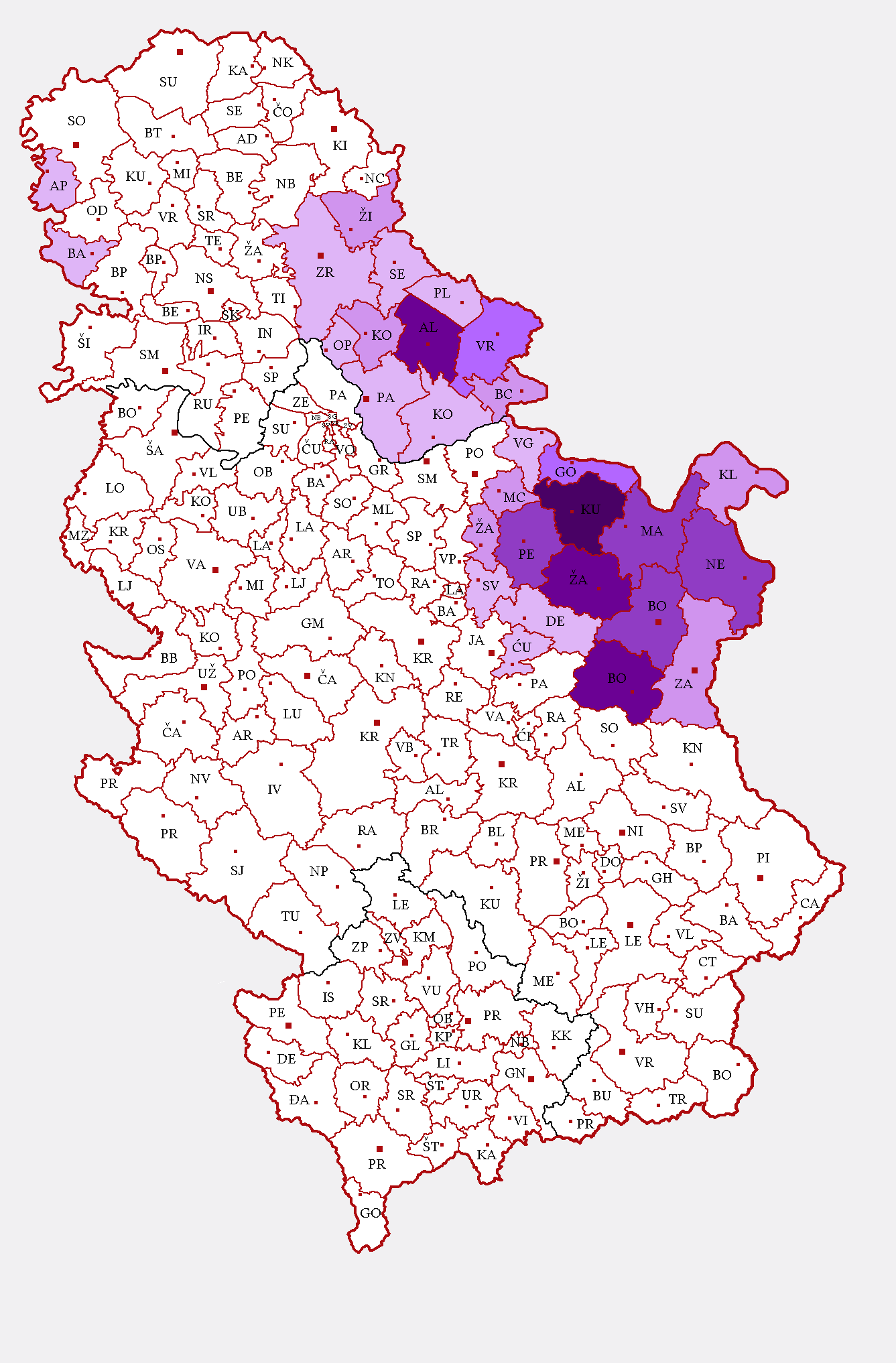
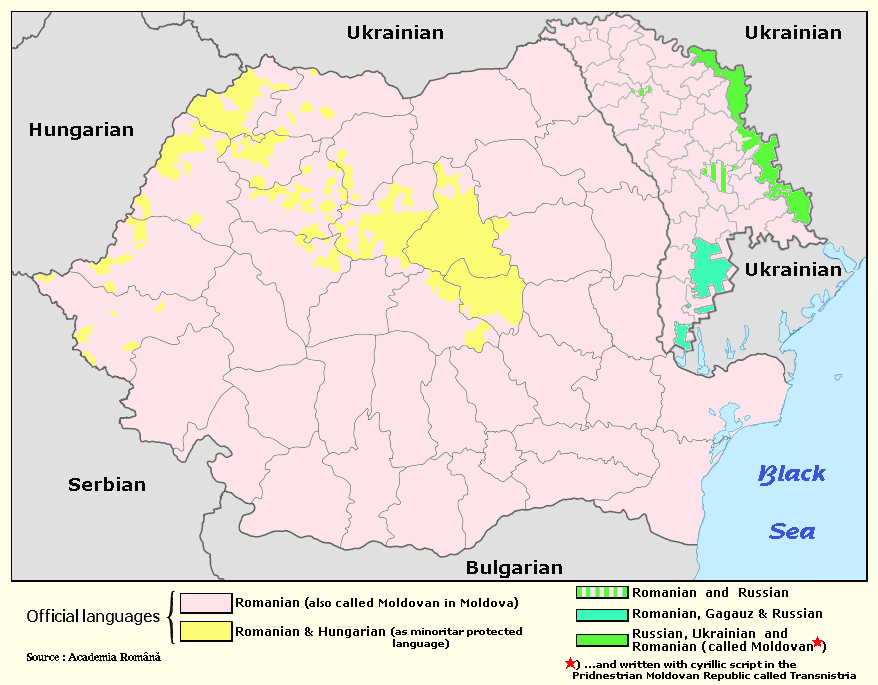
El idioma rumano, oficial solo o con otros idiomas, 2002

### Símbolos
La combinación de colores azul, amarillo y rojo fue usada por los revolucionarios rumanos durante el despertar nacional del siglo XIX, con el simbolismo de libertad (azul), equidad (amarillo) y cofradía (rojo).  
Cada provincia de Rumania tiene su símbolo característico: 
Oltenia: León y Banato: El puente de Trajano  
Dobrogea: Dos delfines 
Moldavia: Uros 
Transilvania: Águila negra 
Muntenia: Águila con la cruz 
El Escudo de Rumania recoge los cinco símbolos.

## Nombre
En español, los români son llamados normalmente «rumanos». En contextos históricos, los rumanos fueron llamados también «valacos».

### Rumano
El vocablo «rumano» es derivado del latín romanus. Bajo cambios fonéticos típicos a los idiomas romance, el nombre fue transformado en rumân (ru'mɨn). Una forma anticuada de român era todavía usada en algunas regiones. El desarrollo sociolingüístico del siglo XVIII tuvo como consecuencia la preponderencia de la forma român, generalizada durante el «despertar nacional» de comienzos del XIX.

### Valaco
El nombre de «valacos» es un exónimo usado por los eslavos para referirse a los nativos romanizados de la península balcánica. El origen es del germánico antiguo —similar a welsh y walloon— quizás incluso más antiguo, del nombre romano volcae usado para un tribu celta. De los eslavos pasó a otros pueblos, como los húngaros -oláh y los griegos - vlachoi. «Valaco» fue usado también para todos los cristianos ortodoxos. El nombre de la región rumana conocida por los extranjeros como «Valaquia» - en realidad Ţara Românească ("El País Rumano" o "El País de los Rumanos"), tiene el mismo origen. 
Hoy en día, el término «valaco» es usado más bien para referir a las poblaciones romanizadas de la península balcánica que hablan el daco-rumano (el idioma rumano propiamente dicho), arrumano, istrorrumano o meglenorrumano. Los últimos tres son los idiomas más cercanos al rumano, considerados por algunos dialectos del rumano.

### Dacorrumano
Para distinguir a los rumanos de otros pueblos románicos de los Balcanes (arrumanos, meglenorrumanos, istrorrumanos), el término «dacorrumano» es usado en ocasiones para referirse a los que hablan el idioma rumano estándar y viven en el territorio de la antigua Dacia (hoy en día más o menos Rumanía y Moldavia), aunque dacio-rumanos existen también en el levante de la Serbia central (que fue parte de la antigua Moesia).

### Topónimos
Durante la Edad Media, pastores rumanos (valacos) migraron con sus rebaños en busca de pastos y llegaron hasta el sur de Polonia, el noreste de la República Checa, Croacia, Serbia, Grecia y el este de Tracia (hoy en Bulgaria y Grecia). 

### Antropónimos
Estos son nombres de familia derivados de «valaco». Su origen es del establecimiento de rumanos en una región no rumana. 
- Oláh (37.147 húngaros tienen este nombre)
- Vlach
- Vlahuta
- Vlasa
- Vlašic
- Vlasceanu
- Vlachopoulos

## Subgrupos y grupos étnicos relacionados
Los grupos étnicos más cercanos a los rumanos son los otros pueblos románicos del Sureste de Europa: los istrorrumanos, los aromunes (macedorrumanos) y los meglenorrumanos. Los istrorrumanos son los más cercanos a los rumanos, y se considera que partieron de Maramureş (Transilvania) hace más o menos mil años, para establecerse en Istria, Croacia. Hoy en día contando unas 500 personas, hablan el istrorrumano, el familiar más cercano del rumano en el presente. Otros grupos étnicos relacionados son los italianos, franceses, españoles, portugueses, y los demás hablantes de idiomas romance. 
Los aromunes y los meglenorrumanos son pueblos románicos que viven al sur del Danubio, particularmente en Grecia, Albania y Macedonia del Norte, aunque algunos migraron a Rumania en el siglo XX. Se considera que se separaron de los rumanos entre los siglos VII y IX, ya que llevan menos préstamos de idiomas eslavos y más del griego, que el daco-rumano.